# Документознавець
Документознавець — спеціаліст, інформаційний аналітик, знавець у галузі документознавства; той хто «знає» роботу з документами. А також найменування професії, фаху підготовки у закладах вищої освіти, посади.

## Професійна діяльність передбачає
1. Роботу з документами (облік, реєстрацію, перетворення первинних документів, зберігання);
2. Первинну та вторинну обробку документів;
3. Організацію документообігу в установах, організаціях, вдосконалення автоматизованих систем управління (АСУ) і контроль документопотоків;
4. Розробку уніфікованих форм документів, систем документації;
5. Інформаційно-аналітичну діяльність ;
6. Організацію та проведення рекламних та PR-кампаній.

## Історія походження
У VI ст. до н.е давньогрецькими логографами вперше був застосований аналітико-синтетичний метод дослідження тогочасних документів-хронік. Грецький філософ Геродот вивчав офіційні документи канцелярій Ахеменідів, які були перекладені на грецьку мову й поширені в полісах Малої Азії. Вже у другій половині III ст. до н. е. олександрійськими вченими зроблені висновки щодо архетипу текстів класичних художніх творів, створені й відредаговані їхні варіанти. Відтак, можемо говорити про першофахівців у галузі знань про документи. Та дотепер відбувається формування цілісної системи знань про документ та фахівців у вищезгаданій галузі.

## Галузі застосування професійних знань
Спеціаліст, який володіє знаннями та навичками ефективного планування, організації та вдосконалення діяльності служб документаційного забезпечення є без сумніву затребуваним на ринку праці. Документознавець може займати посаду у організаціях будь-якого рівня та будь-якої форми власності. Виокремлюють такі сфери застосування професійних знань:
1. офісний службовець;
2. працівник служби державного апарату;
3. виконавчий директор;
4. організатор діловодства;
5. менеджер;
6. працівник канцелярії;
7. адміністратор;
8. референт-аналітик
9. архівіст.

## Нормативно-правова база
Нормативно-правова база управлінської діяльності включає в себе: законодавчі акти у сфері інформації, документування та документації, постанови та розпорядження Кабінету Міністрів, держстандарти України, , уніфіковані системи документації та методичні документи з діловодства.